# Plątnowo
Plątnowo (daw. Fletnowo) – część miasta Bydgoszcz w Polsce.

## Charakterystyka
Plątnowo położone jest na wschodnich rubieżach obszaru administracyjnego miasta Bydgoszczy, na granicy z gminą Solec Kujawski. Administracyjnie należy do bydgoskiego osiedla Łęgnowo. Położone jest między Zboczem Łęgnowskim a ulicą Toruńską na granicy Łęgnowa i Otorowa. Charakterystycznymi obiektami, które mogą być kojarzone z Plątnowem są: kościół pw. Matki Bożej Królowej Polski (1911) – do 1945 r. zbór ewangelicki oraz tzw. staw Plątnowo, popularny wśród wędkarzy.

## Historia

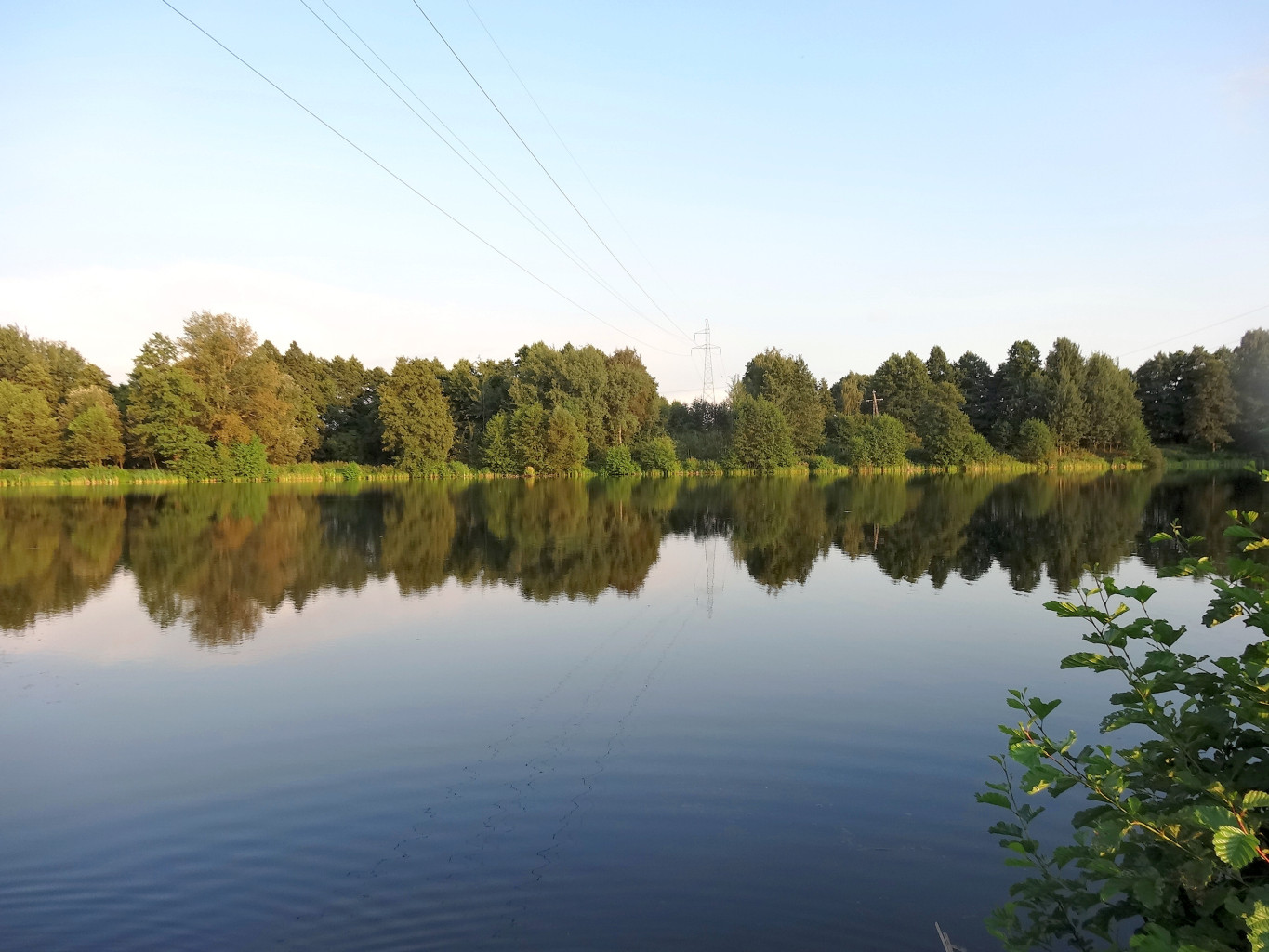
Staw w Plątnowie

Geneza osady wiąże się z osadnictwem olęderskim w Dolinie Łęgnowskiej, usilnie popieranym w XVII i XVIII wieku przez starostów bydgoskich i soleckich. Powstałe na tym terenie gminy olęderskie Otorowo i Łęgnowo były po Przyłubiu pierwszymi jednostkami tego typu w powiecie bydgoskim. W zamian za czynsz roczny płacony na rzecz starosty osadnicy mieli zagwarantowaną wolność religijną i osobistą oraz prawo do prowadzenia dowolnej działalności gospodarczej. Olędrzy wprowadzili na tych terenach wysoką kulturę rolną i hodowlę, a głównie umiejętność zagospodarowania terenów zalewowych.
Fletnowo powstało obok Łęgnowa w XVIII wieku jako wieś olęderska. Fletnowo powstało obok Łęgnowa w XVIII wieku jako wieś olęderska. Kontrakty dla osadników wystawił w 1605 r. starosta bydgoski Maciej Smogulecki. Miejscowość oznaczono na mapie Schröttera z końca XVIII wieku. Rozwój wsi w XIX wieku wiązał się z powszechną w tych okolicach kolonizacją niemiecką. Miejscowość oznaczono na mapie Schröttera z końca XVIII wieku. Rozwój wsi w XIX wieku wiązał się z powszechną w tych okolicach kolonizacją niemiecką. Spis miejscowości rejencji bydgoskiej z 1833 r. podaje, że we wsi Fletnowo (niem. Fletnau) mieszkało 339 osób (323 ewangelików, 16 katolików) w 49 domach. Według opisu Jana Nepomucena Bobrowicza z 1846 r. Fletnowo należało do majątku Czersk Polski, którego właścicielką była majorowa von Lippe.
Kolejny spis z 1860 r. podaje, że we wsi Fletnowo Stare (niem. Alt Fletnau) mieszkało 62 osób (wszyscy ewangelicy) w 7 domach, natomiast we wsi Fletnowo Nowe (niem. Neu Fletnau) – 322 osób (319 ewangelików, 3 katolików) w 46 domach. Miejscowości te położone były przy skarpie Doliny Łęgnowskiej, wzdłuż dzisiejszej ul. Łęgnowskiej. Najbliższa szkoła elementarna znajdowała się w Łęgnowie. Miejscowość należała do parafii katolickiej i ewangelickiej w Bydgoszczy.
Natomiast dla roku 1884 Słownik geograficzny Królestwa Polskiego podaje, że Fletnowo (niem. Flötenau) składało się z dwóch wsi: Fletnowa Starego i Nowego. Fletnowo Stare było wsią położoną w części wschodniej. Mieszkało tu 48 osób w 7 domach, w tym tylko 1 katolik. Fletnowo Nowe było kolonią wiejską, gdzie w 41 domach mieszkało 286 osób, w tym 268 ewangelików, 2 katolików oraz 16 chrześcijan innego wyznania. W 1911 r. na styku Fletnowa Starego, Łęgnowa i Otorowa miejscowa gmina ewangelicka wybudowała okazałą świątynię.
Po odzyskaniu niepodległości przez Polskę w 1920 r. Fletnowo Stare położone bliżej Otorowa przemianowano na Plątnowo, a kolonię Fletnowo Nowe na Plątnowice. W czasie II wojny światowej w sąsiedztwie wsi powyżej skarpy łęgnowskiej władze niemieckie zbudowały zamaskowany w Puszczy Bydgoskiej zakład produkcji materiałów wybuchowych DAG Fabrik Bromberg. Inwestycje budowlane objęły m.in. drogi w pobliżu Plątnowa: nową ulicę Nowotoruńską, Łęgnowską oraz wybrukowanie ulicy w pobliżu kościoła. Na terenie Plątnowa wybudowano stację pomp, osadniki, a w Łęgnowie – ujęcie wody przemysłowej na Wiśle. Po wojnie infrastrukturę wykorzystano dla uruchomienia Zakładów Chemicznych Zachem. W 1941 r. miejscowość liczyła 154 mieszkańców. Po wojnie wysiedloną ludność niemiecką zastąpili polscy osadnicy, m.in. w Wołynia.
1 sierpnia 1977 roku wsie Łęgnowo i Plątnowo, Żółwin oraz część Wypalenisk włączono w obszar administracyjny miasta Bydgoszczy. W wyniku dalszych ustaleń administracyjnych Plątnowo weszło w skład jednostki pomocniczej samorządu Miasta Bydgoszczy Łęgnowo-Wieś. Dla upamiętnienia nazwy dawnej wsi drogę łączącą ul. Toruńską i Nowotoruńską nazwano ulicą Plątnowską.